# The New Janitor
The New Janitor és una pel·lícula muda de la Keystone dirigida i protagonitzada per Charles Chaplin. Es tracta de la millor pel·lícula de Chaplin per a l'estudi de Mack Sennett i constitueix un pas important en la transició de Chaplin des d’un bon còmic fins a una superestrella mundial. La pel·lícula, d’una bobina, es va estrenar el 24 de setembre de 1914. Chaplin desenvoluparia l’any següent la mateixa idea a “The Bank” (1915) ja amb l’Essanay.

## Argument
Charlie és un conserge que és de tan poca categoria que fins i tot el noi encarregat de l’ascensor s’ho manega perquè pugi a peu. Un dia és acomiadat de la feina per haver accidentalment vessat una galleda d'aigua per la finestra sobre el seu director quan netejava els vidres. Mentrestant, un dels directius subalterns és amenaçat pel seu corredor d’apostes que ho explicarà tot si no paga els seus deutes de joc. En conseqüència, aquest decideix apropiar-se de diners de l'empresa. Quan està intentant obrir la caixa forta és descobert per la secretària del banc que mentre lluita amb ell fa sonar el timbre de servei. Chaplin arriba al rescat només per ser considerat pel director com el lladre. La secretària aclareix el malentès i Charlie rep la seva recompensa per frustrar el robatori.

## Repartiment
- Charles Chaplin (conserge)
- Jess Dandy (director del banc)
- John T. Dillon (executiu corrupte)
- Glen Cavender (Luke Connor, l’apostador)
- Al St. John (noi de l’ascensor)
- Peggy Page (secretària)[5]
- Frank Hayes (comptable)

Algunes referències acrediten com a la secretària a altres actrius com Minta Durfee, Peggy Page o Gene Marsh.